# ISO 3166-2:CY
ISO 3166-2:CY est le code des districts de la république de Chypre dans l'ISO 3166-2, qui fait partie du standard ISO 3166, publié par l'Organisation internationale de normalisation (ISO), et qui définit des codes pour les noms des principales administration territoriales (e.g. provinces ou États fédérés) pour tous les pays ayant un code ISO 3166-1.
Les codets ne couvrent pas toute l'île sur les bases militaires souveraines britanniques d'Akrotiri et Dhekelia. En revanche, les codets ne tiennent pas compte de l'organisation de la république turque de Chypre du Nord, non reconnue internationalement.

## District (6)
| Code  | District               |
| ----- | ---------------------- |
| CY-01 | District de Nicosie    |
| CY-02 | District de Limassol   |
| CY-03 | District de Larnaca    |
| CY-04 | District de Famagouste |
| CY-05 | District de Paphos     |
| CY-06 | District de Kyrenia    |